# Kichwa Otavalo
El pueblo Kichwa Otavalo es una cultura de tradición mindalae . Su territorio ancestral se encuentra en la sierra norte del Ecuador, en lo que en la actualidad es el Cantón Otavalo, provincia de Imbabura. Los Kichwa Otavalo cuentan con una población que se asientan a los pies del volcán Imbabura. La principal actividad económica de este pueblo es la producción y comercialización de artesanías textiles que datan de épocas anteriores a la Conquista española.

## Historia

### Otavalo pre inca
El pueblo Otavalo tiene origen mesoamericano. Se estima 300 a 700 años A.C. ocurre un desplazamiento desde centro América hacia el sur llegando al norte de lo que hoy es Ecuador. De este  mismo origen aparecen las culturas Awá, Chachi, Eperara y Tsáchila, cuyas lenguas fueron Barbacoanas. Más tarde se hace referencia a un territorio bien organizado que estaba en vía de convertirse en un Estado, la Confederación Cayambi-Karanki-Otavalo gobernado por un sistema de cacicazgo, el cual no llegó a serlo porque inició la invasión incaica, tras la cual se desarticuló. Otavalo fue una familia (Ayllu en kichwa) cuya cabeza era el jefe del grupo de parentesco (señorío étnico) Señor o Ango. Don Alonso Otavalo u Otavaloango fue el cacique principal de Otavalo. 

### La Confederación Cayambi, Karanki, Otavalo resistiendo a la invasión inca
Según Plutarco Cisneros, investigador Otavaleño, la Confederación no permitió que el incario invada sus territorios, por  lo que se vieron obligados a bordear el territorio de  la Confederación, llegando hasta Salinas, límite norte para  ingresar. La última batalla entre incas y señoríos de otavalo se da en la laguna de Yaguarcocha, poco después llega la conquista española. Por lo que la invasión incaica duro pocas décadas en comparación con otras zonas de los andes ecuatoriales.

### Otavalo en la colonia
Según datos encontrados en el Archivo Franciscano de Quito, en 1579 la provincia de Otavalo sufre la reducción al pueblo indígena de San Pablo entre agosto de 1578 a noviembre de 1579, durante la conquista española de América, sin embargo el pueblo ya estaba disminuido por la invasión incaica, después de la que se dice no quedaron hombres adultos vivos. 

## Territorio
El territorio en el que habitan los Kichwa Otavalo corresponde a la superficie donde actualmente se extiende el Cantón Otavalo 507.41 km². Un lugar ubicado en la serranía  norte del Ecuador a una  altura de  2565 sobre el nivel del mar.  El territorio del pueblo Kichwa Otavalo en épocas anteriores a la presencia inca y éspañola correspondía a lo que se conoció  como la Confederación Otavalo Kayambi Karanki que se extendía desde Guayllbamba hasta Chota.
El cacique principal, Don Alonso Ango, por su liderazgo llegó a dirigir estos bastos territorios, sin embargo existieron otros ayllus liderados por Angos de  menor rango, los  cuales acostumbraban poner sus nombres a sus territorios.  

## Economía

### Producción artesanal
Una de las actividades de producción del pueblo kichwa Otavalo es sin duda la artesanal textil junto a la  búsqueda permanente del comercio nacional e internacional que responden a  la dinámica y a las demandas del nuevo mercado global, logrando que las artesanías hayan  entrado en la dinámica de un mercado global la inversión en maquinaria moderna, tecnología de la comunicación, infraestructura las que han influido en el desarrollo turístico del cantón Otavalo, de la provincia de Imbabura, Ecuador. La difusión y transferencia de las manifestaciones culturales a las futuras generaciones ha fortalecido su identidad cultural y es parte del éxito y mejoramiento de las condiciones de vida de esta población. pero un papatulo
Sus orígenes se remontan a tiempos inmemoriales y anteriores a la expansión Inca a la parte norte del Ecuador, pueblos originarios que gracias a la fertilidad de sus suelos, en lugar de que como los pueblos de zonas desérticas del sur (Perú y Bolivia) invirtieron tiempo y recursos para el desarrollo infraestructuras referentes al sistema de riego, el pueblo kichwa Otavalo invirtió su tiempo en el desarrollo del conocimiento, sú creatividad musical y poética, su danza, el teatro, el arte del tejido, el comercio, la música entre otros.

### Producción agrícola
La actividad agraria en el territorio kichwa Otavalo, desde la época colonial hasta el presente ha sufrido la opresión y las  injusticias de un sistema basado en el latifundio y que ha ejercido el poder sobre el mercado del trabajo y de la tierra. Sin embargo ha estado vigente la salvaguarda de la agro biodiversidad como clave para el desarrollo sostenible de los pueblos originarios. Actualmente, los kichwa Otavalo desarrollan una agricultura en su mayoría de subsistencia,  debido al minifundio generalizado, mas no han logrado conservar la  biodiversidad como base de la agricultura y de los ecosistemas esenciales. No  obstante, los diferentes actores están conscientes que la producción agraria  depende de su mantenimiento. Por tanto, expresan su predisposición para  convertirse en custodios de la biodiversidad agrícola. Por su parte, los  técnicos argumentan que los cultivos andinos se constituyen en una importante  fuente genética, ideal para la investigación científica. El reto será  incrementar la producción agrícola, en el marco de la asociatividad y la  reciprocidad, satisfaciendo las crecientes expectativas de la sociedad con  mejoras económicas. A la vez, permitiendo el mejoramiento y el desarrollo de  emprendimientos de agroturismo y turismo comunitario.

### Crianza de ganado y animales menores
En el pueblo Kichwa Otavalo en épocas anteriores la producción del ganado vacuno, ovino, porcino y animales menores en sus bastos territorios fue abundante. Como muestra de lo expresado existen datos que nos ilustra tal situación la misma que según Males Antonio, 1985 en su obra Villamanta Ayllukunapa Punta Kawsai.
Esta actividad en las comunidades kichwas del Cantón Otavalo a pesar de que el crecimiento demográfico desde las últimas décadas del Siglo pasado ha venido expendiendo día a día su frontera agrícola, con respecto a la crianza de estos animales ha venido reduciéndose en lo que respecta a la cantidad, pasando a ser esta actividad al igual que la agrícola solo de subsistencia y complementariedad económica y principalmente como fuente de auto subsistencia.

### Emprendimientos
El pueblo kichwa otavalo  de tradición textil y comerciante es generador de diversos emprendimientos por lo que la economía se ha diversificado en los últimos años.

### Turismo comunitario
El turismo comunitario surge como una alternativa económica de las comunidades rurales, campesinas, indígenas, mestizas o afrodescendientes propias de un país, para generar ingresos complementarios a las actividades económicas diarias y defender y revalorizar los recursos culturales y naturales locales.

## Cultura y Patrimonio

### Tradición Mindalae
La palabra Mindalae hace referencia a "un grupo élite de especialistas" en el arte del intercambio y el comercio local, regional e internacional.  Este grupo existió desde tiempos muy antiguos, anteriores a la presencia española, del cual descienden los actuales Kichwa otavalo asentados en el Cantón Otavalo.
Hacia 1582 los mindalae, hábiles artesanos y productores del textiles, eran reconocidos como mercaderes de largo alcance e importancia para la economía colonial, lo que mereció un trato distintivo por parte de la corona española, por lo que fueron libres de mitas y tributos monetarios, a pesar de ser estas prácticas de dominación extendidas para la población indígena. La producción de telas, casimires, bayetas, chalinas otavaleñas en el perÍodo colonial, alcanzó gran envergadura. La demanda de éstas desde las minas del Perú y de la Nueva Granada, fue cada vez en ascenso y se convirtieron en una de las producciones más rentables de la época.
La tradición mindalae propia de los kichwa otavalo cobra mayor auge en los años 90 cuando se produce un gran flujo migratorio universal, cuando los otavaleños viajan llevando sus artesanías y la música kichwa a innumerables puntos del planeta. Familias enteras dejaron el país con el fin de comercializar la artesanía local en Bélgica, Colombia, España, Indonesia, Italia, Japón, Venezuela y otros países del mundo. Sin embargo, suelen regresar anualmente a su país (Ecuador), durante la festividad del Inti Raymi, en el solsticio de invierno. 
Los jóvenes indígenas hacen constantemente referencia a su tradición familiar y de pueblo comerciantes viajeros. Ellos tuvieron padres y abuelos que viajaron por el mundo vendiendo y comprando. Los que no los tuvieron hablan de su deseo de viajar y aventurarse.

### Idioma y Dialectos
La lengua originaria de los kichwa otavalo es el kichwa o Runa shimi que es una versión norteña de la lengua Inca.  Los dialectos varían en las comunidades dependiendo de si son comunidades de regiones altas o bajas, urbanas o rurales, sureñas o norteñas. Otra razón que se conoce es que antiguamente la población distribuida en el territorio se conformaba por ayllus o familias que desarrollaban actividades laborales por especialidad, de tal forma que el trabajo repercutía en la forma de comunicarse. Además considerando, la procedencia de esta población (chibcha) que se mezcló con el quechua cusqueño dio origen a un dialecto propio que constituye su riqueza.
La lengua kichwa, versión chinchay del Quechua peruano era, desde tiempos muy antiguos, una lengua franca que servía para la realización del comercio y el intercambio, actividades que las realizaban los mindalae.

### Vestimenta tradicional
La vestimenta de este pueblo lo diferencia de otros pueblos indígenas vecinos. Las mujeres con blusas blancas bordadas, anaco o falda de colores oscuros y fachalina blanca o negra, pieza de tela que cubre el torso. Los hombres visten camisa y pantalón blanco y como complemento poncho azul de lana de oveja tejido a mano.

#### Vestimenta en mujeres
El traje de la mujer consta de una larga camisa de lienzo blanco, adornada con bordados de motivos florales multicolores hechos a mano a la altura del pecho, la espalda y las hombreras, con encajes en el escote y en las mangas, dos anacos de paño, uno blanco y otro azul marino o negro, son piezas de tela rectangular a modo de falda que la sujetan con una faja o 'chumbi' como se le denomina en quichua. Se lleva envuelta a la cintura sobre otra más ancha, de color rojo, llamada 'mama chumbi', las dos sostienen el anaco. Se complementa el atuendo femenino con una serie de 'gualcas' (collares dorados), manillas (pulseras de coral o de material plástico), anillos y aretes donde resaltan piedras de colores, 'fachalina' (capa) que se lleva anudada sobre los hombros, un rebozo de paño de colores fucsia o turquesa, cintas que usan las mujeres indígenas para envolver su cabello como si estuviera trenzado y, alpargatas azul marino o negras. Su cabello, al igual que los hombres, se encuentra sujetado en forma de trenza por una faja de nombre 'uma watarina' la cual mantiene ordenado y protegido a su cabello. Por otra parte, se ha evidenciado que esta vestimenta ha ido cambiando, pero con la premisa de mantener la esencia de la tradición adaptándose a las nuevas generaciones, con cortes más estilizados, más elegantes, atractivos, siendo ellas, las mujeres otavaleñas, las promotoras de estos cambios.

#### Vestimenta en varones
La indumentaria del hombre indígena consiste en un sombrero de paño por el que sobresale su largo cabello en una 'shamba' (trenza) como rasgo de identidad. Cuenta con un pantalón blanco el cual es corto a la altura de los tobillos, la camisa es sencilla de color blanco aunque puede variar, llevan un poncho de lana que le sirve para protegerse del frío y del calor preferentemente de color azul y su calzado son las alpargatas de color blanco.

## Medios de comunicación kichwa otavalo

### Asociación de Jóvenes Kichwas de Imbabura (AJKI)
Es una organización sin fines de lucro creada en 1992 luego de que varios jóvenes de la parroquia de Ilumán del Cantón Otavalo se organizara para defender al agua de la vertiente sagrada de esta comunidad. Esta organización se enfocó en un inicio a la sensibilización de la necesidad educación para niños y jóvenes kichwas quienes en esos días apenas aprendían a leer y escribir y desertaban tempranamente, en la actualidad su trabajo se enfoca a la revitalización de la lengua kichwa y tradiciones propias de su cultura a través de sus medios de comunicación radio y prensa comunitarios .
Radio ilumán 96.7 FM es un medio de comunicación privado, administrado y gestionado por miembros de la  Asociación de Jóvenes Kichwas de Imbabura bajo un modelo de medio comunitario de comunicación. Creado en el año 2000 en Imbabura, su matriz se encuentra en la Parroquia Ilumán del Cantón Otavalo.   Emisora  bilingüe kichwa – español su trabajo es Social, Comunitario, Educativo y Cultural; emisora  privada sin fines de lucro.  
La revista Wiñay Kawsay es un medio de comunicación impreso bilingüe (kichwa- español), en sus inicios (2007) se publicó como periódico y desde 2015 se publica con el formato de revista; en la  actualidad alcanza una cobertura provincial con un tiraje mensual de 2000 ejemplares. La revista Wiñay Kawsay trabaja en el fortalecimiento de  la lengua kichwa Runa shimi y la cultura kichwa otavalo.

### Asociación de Productores Audiovisuales Kichwas (APAK)
Es una organización sin fines de lucro, creada  en 2006,  trabaja en la promoción y difusión del patrimonio cultural a través de los medios de comunicación masivos y multimedia. Trabaja con las comunidades indígenas de  la zona 1 del Ecuador, ofrece asesoría comunicacional a organizaciones que trabajan en contextos interculturales. Realiza productos interculturales como: documentales, series de tv, series web en lenguas originarias y castellano.
Bajo Un Mismo Sol es un programa de televisión producido por la Asociación de Productores Audiovisuales Kichwas APAK, es una revista cultural que se enfoca en la promoción y difusión de las culturas originarias de la zona 1 del Ecuador (Esmeraldas, Carchi, Imbabura y Sucumbíos).

### Kichwa.net
Proyecto colectivo otavaleño que hace activismo digital  para el fortalecimiento del idioma kichwa, lengua materna del Pueblo Kichwa otavalo.
Kichwashun es una serie de televisión creada por Kichwa. Net para el fortalecimiento de la lengua kichwa.